# 中内田充正
中内田 充正（なかうちだ みつまさ、1978年12月18日 - ）は、日本中央競馬会(JRA)・栗東トレーニングセンターに所属する調教師。滋賀県出身。

## 来歴
実家は滋賀県甲賀市の競走馬育成牧場「信楽牧場」
16歳でアイルランドに渡り、J.J.レノン（J.J. Lennon）調教師の下で本格的に競走馬に携わるようになる。それから約10年間、イギリス、フランス、アメリカ合衆国を渡り歩いて調教について学んだ。イギリス時代にはウェストオックスフォードシャーカレッジ（West Oxfordshire College）で馬学と経済学を専攻する。同カレッジ在学中にフランスにも渡航し、クリスティア・ヘッド（Christanne Head）調教師の下で研修を積んだ。
卒業後はアメリカに渡り、名門ロバート・フランケル厩舎の調教助手となる。そこで、エンパイアメーカー、メダグリアドーロ、アルデバランといった名馬の背中を知る。
日本で調教師になるために帰国し、2006年9月にJRA競馬学校厩務員過程に入学。卒業後は橋田満厩舎で攻馬専業の調教助手を務め、2011年に調教師試験に合格した。合格後は藤原英昭厩舎、角居勝彦厩舎で厩舎経営について学び、2014年に厩舎を開業した。当時から「異色の国際派」として注目され、「世界の舞台で戦える調教師になりたい」と目標を述べていた。同年4月26日、福島9レースでキクノラフィカが1着となり、JRA初勝利を挙げた。
2016年8月28日の新潟2歳ステークスをヴゼットジョリーで制し、重賞初制覇を飾る。2017年10月15日、京都5レースでフォックスクリークが1着となり、JRA通算100勝を達成。開業から3年7ヶ月15日での通算100勝は、須貝尚介が保持していた3年7ヶ月21日を上回るJRA史上最速記録であった。同年12月17日の朝日杯フューチュリティステークスをダノンプレミアムで制し、開業4年目でGI初制覇を果たした。
2019年12月21日、阪神4Rでスワーヴドンが1着になり、現役107人目となるJRA通算200勝を1238戦目で達成した。開業5年9ヶ月21日での達成は、矢作芳人の6年1ヶ月10日を抜いて、JRA現役最速記録となった。
2021年には54勝を挙げて初の全国リーディングに輝いた。
2022年2月6日、東京6Rをロールアップで勝利し、JRA通算300勝を1778戦目で達成した。開業から7年11ヶ月6日は池江泰寿の8年2ヶ月27日を上回る現役最速での達成であった。
2023年、リバティアイランドにて牝馬三冠（桜花賞、優駿牝馬、秋華賞）を達成した。
2024年4月6日、阪神10Rをレッドバリエンテで勝利し、現役38人目となるJRA通算400勝を2300戦目で達成した。開業10年1ヶ月6日での達成は池江泰寿の10年1ヶ月12日を更新する史上最速記録となった。
2025年3月16日、金鯱賞でクイーンズウォークが優勝し、プログノーシスで制した2023年、2024年に続き3連覇達成となる4勝目を挙げ、佐々木晶三に並ぶ歴代最多タイとする。

## 調教師成績

### 概要
|            | 日付           | 競馬場・開催   | 競走名        | 馬名             | 頭数 | 人気 | 着順 |
| ---------- | -------------- | -------------- | ------------- | ---------------- | ---- | ---- | ---- |
| 初出走     | 2014年3月9日   | 1回阪神4日12R  | 4歳上1000万下 | エスジーブルーム | 16頭 | 5    | 15着 |
| 初勝利     | 2014年4月26日  | 1回福島5日9R   | 4歳上500万下  | キクノラフィカ   | 13頭 | 4    | 1着  |
| 重賞初出走 | 2014年9月20日  | 4回阪神3日8R   | 阪神ジャンプS | スリーマーゴーン | 13頭 | 7    | 中止 |
| 重賞初勝利 | 2016年8月28日  | 2回新潟10日11R | 新潟2歳S      | ヴゼットジョリー | 15頭 | 3    | 1着  |
| GI初出走   | 2016年10月16日 | 4回京都5日11R  | 秋華賞        | パールコード     | 18頭 | 4    | 2着  |
| GI初勝利   | 2017年12月17日 | 5回阪神6日11R  | 朝日杯FS      | ダノンプレミアム | 16頭 | 1    | 1着  |

### 年度別成績
中内田充正の年度別成績（netkeiba.com）を参照

### 表彰歴
- JRA賞最高勝率調教師（2017年、2019年、2021年、2022年）

## 主な管理馬

### GI級競走優勝馬
※括弧内は当該馬の優勝重賞競走、太字はGI級競走。
- ダノンプレミアム（2017年サウジアラビアロイヤルカップ、朝日杯フューチュリティステークス、2018年弥生賞、2019年金鯱賞、マイラーズカップ）
- ダノンファンタジー（2018年ファンタジーステークス、阪神ジュベナイルフィリーズ、2019年チューリップ賞、ローズステークス、2020年阪神カップ、2021年スワンステークス）
- グレナディアガーズ（2020年朝日杯フューチュリティステークス、2021年阪神カップ）
- セリフォス（2021年新潟2歳ステークス、デイリー杯2歳ステークス、2022年富士ステークス、マイルチャンピオンシップ）[21]
- リバティアイランド（2022年阪神ジュベナイルフィリーズ、2023年桜花賞、優駿牝馬、秋華賞（牝馬三冠））[22]

### グレード制重賞優勝馬
- ヴゼットジョリー（2016年新潟2歳ステークス）
- フロンティア（2017年新潟2歳ステークス）
- グレイトパール（2017年平安ステークス、2018年アンタレスステークス）
- ベルーガ（2017年ファンタジーステークス）
- パクスアメリカーナ（2019年京都金杯）
- ミッキーチャーム（2019年阪神牝馬ステークス、クイーンステークス）
- リアアメリア （2019年アルテミスステークス、2020年ローズステークス）
- サヴィ（2020年サマーチャンピオン）
- アンドラステ（2021年中京記念）
- アートハウス（2022年ローズステークス、2023年愛知杯）[23]
- プログノーシス（2023年・2024年金鯱賞、札幌記念）[24]
- ビッグリボン（2023年マーメイドステークス）[25]
- クイーンズウォーク（2024年クイーンカップ、ローズステークス、2025年金鯱賞）[26]
- エリキング（2024年京都2歳ステークス）
- アルジーヌ（2024年ターコイズステークス、2025年クイーンステークス）
- ロードデルレイ（2025年日経新春杯）

### その他
- パールコード（2016年フローラステークス2着、秋華賞2着）
- ヴェロックス（2019年皐月賞2着、東京優駿3着、神戸新聞杯2着、菊花賞3着）
- アラジンバローズ（2023年門司S2着、吾妻小富士S3着）

## 主な厩舎スタッフ
- 大久保秀信（調教助手）
- 猿橋照彦（調教助手）
- 片山裕也（調教助手）

## 不祥事
2018年3月24日の阪神5レースで3着となった中内田の管理馬ノーブルスピリットから、規制薬物の「デキサメタゾン」が検出された。同薬物は消炎効果を目的とした治療薬であり、馬の福祉および事故防止のために影響下にある馬の出走が禁止されているもので、競走能力向上を目的としたものではない。しかし、日本中央競馬会競馬施行規定第147条第14号に該当するため、過怠金30万円の処分を受けた。